# Німецькі перуанці
Німецькі перуанці — перуанські громадяни з німецьким корінням. Загалом цей термін також застосовується до нащадків інших німецькомовних іммігрантів, таких як австрійці або швейцарці, або до осіб, які іммігрували до Перу з німецькомовних країн.

## Історія
Після проголошення незалежності Перу німці іммігрували до Ліми у невеликій кількості, особливо у XIX і XX століттях. Багато німецьких іммігрантів також в інших частинах Перу, проте найбільше їх було Лімі. Серед багатьох німецьких мігрантів багато хто мав німецьке походження.[потрібна цитата]

### XIX століття
Перша хвиля імміграції розпочалася у 1853 році, за підтримки тодішнього президента Рамона Кастильо. Іммігранти першої хвилі оселилися в містах Тінго Марія, Тарапото, Пукальпа, Мойобамба та в департаменті Амазонас. Барон Куно Даміан Фрайгерр Шутц фон Хольцгаузен, лідер імміграційного руху, проводив консультації з тодішнім перуанським міністром закордонних справ, Мануелем Тірадо. Зустрі мала на меті колонізувати центральний ліс, щоб покращити логістику між Тихим і Атлантичним океанами. Колоністи врешті-решт колонізували Позусо. У 1854 році був підписаний перший імміграційний контракт між бароном та тодішнім президентом Хосе Руфіно Еченіке. Наступного року, у 1855 році, цей контракт був скасований, оскільки Еченіке був усунений, і Рамон Кастильо знову став президентом. Барон підписав новий контракт з новим президентом 6 грудня 1855 року. За контрактом уряд компенсував кожному колоністу вартість подорожі з Європи до Позусо, будівництво нової автодороги від Серро-де-Паско до Позусо. Кожен колоніст віком від 15 років отримав 15 песо. Також між колоністами було розподілено 360 квадратних кілометрів (140 кв. миль), які мали на неї юридичне право. Колоністи звільнялися від податків протягом перших шести місяців, а також зобов'язання побудувати для них школи, церкви та інші основні потреби. Однак уряд вимагав, щоб колоністи були католиками та мали певні навички у якійсь професії. Щоб зробити цей проєкт можливим, барона було найнято перуанським урядом для нагляду за колонізацією. За це він отримував платню в розмірі 2400 песо на рік. Перша хвиля колоністів вирушила з Антверпену у 1857 році і прибула в перуанський порт Кальяо два місяці потому. Третя хвиля іммігрантів відбулася у 1868 році, слідуючи тим самим маршрутом, що й друга хвиля іммігрантів. У наступні роки нащадки німецьких іммігрантів заснували нові міста по всіх центральних лісах, таких як Оксапампа та Вілья Ріка. [потрібне посилання]

### XX століття
Під час Другої світової війни деякі німецькі перуанці потрапили під вплив нацистської Німеччини та заснували власні осередки Націонал-соціалістичної робітничої партії. Близько 2000 німецьких перуанців проживали в Перу під час Другої світової війни, а загальна кількість відомих активних членів нацистської партії в Перу, згідно архівних документів, становила більше ніж 200 осіб. Видатні сім'ї, такі як сім'ї Еммель та Шпрінкмьоллер в Арекіпі, сім'я Фішер в Андауайласі, сім'я Альбрехт у Куско та сім'я Шефер у Піурі поставили свої підписи під списками членів соціал-націоналістичної партії у Перу. Карл Дедерінг очолював нацистську партію в Перу, проте багато документів, які належали нацистській партії в Перу було втрачено, зокрема деяку їхню частину члени партії спалили, щоб уникнути кримінальної відповідальності. Відомо, що в віддаленому селищі Позусо піднімали нацистський прапор.
Уряд Перу долучився до британських санкційних списків, які включали німецькі бізнеси в Перу під час Другої Світової війни. Школа Олександра Гумбольдта в Лімі була місцем зустрічі п'яти груп нацистської партії, директора та вчителів школи було депортовано до інтернувальних таборів у Сполучених Штатах за їхню причетність до цього. ПІзніше коли Перу розірвало дипломатичні відносини з Німеччиною у 1942 році, деяких натуралізованих німецьких перуанців було відправлено до інтернувальних таборів у Сполучених Штатах. Багато німецьких перуанців відкрили свої банківські рахунки в посольстві Франкістської Іспанії через її близькість до нацистської Німеччини, до 1945 року на цих рахунках накопичилася сумо близько 3 мільйонів перуанських солей.

## Освіта
Німецькі школи в Перу:
- Колегія Перуано-Алеман Беата Імельда
- Deutsche Schule Lima Alexander von Humboldt (Ліма)
- Deutsche Schule
- Reina del Mundo Schule (Colegio Peruano-Alemán Reina del Mundo)

## Видатні німецькі перуанці
| - Andrea Moberg - Moritz Hochschild - Liesel Holler - Federico Kauffmann - Jorge Koechlin - Maju Mantilla - Alberto Thieroldt - Edith Noeding | - Barton Zwiebach - Юліана Кепке - Martha Hildebrandt - Antonio Brack Egg - Isaac Mekler - Christian Meier - Guillermo Wiese de Osma - Guillermo Lohmann Villena - Gladys Zender - Франсіско Сагасті - Tracy Freundt |

## Установи та асоціації німецьких перуанців
- Instituto Superior Tecnologico Privado Peruano
- Colegio Peruano Alemán — Alexander von Humboldt
- Colegio Waldorf Lima
- Asociación Peruano Alemán Leopoldo Krause
- Colegio Peruano Alemán «Beata Imelda»
- Instituto Cultural Peruano Aleman
- Colegio Peruano-Alemán «Max Uhle»
- Colegio Peruano Alemán Augusto Weberbauer
- Club Peruano Aleman
- CAPA — Centro de Amistad Peruano Alemán
- Cámara de Comercio e Industria Peruano-Alemana
- Archivo de la Inmigración Alemana en el Perú
- Asociación Cultural Johannes Gutenberg
- Asociación Médica Peruana-Alemán
- Beneficencia peruano-alemana / Deutsch-peruanischer Hilfsverein
- Centro Mallqui
- Fundación Brandt
- Humboldt Club del Perú
- Instituto Cultural Peruano Alemán de Arequipa
- Cultural Acupari
- Agro Acción Alemana / Deutsche Welthungerhilfe (DWHH)
- Comisión Brandt
- Instituto Goethe